# Xã Robinson, Quận Crawford, Illinois
Xã Robinson (tiếng Anh: Robinson Township) là một xã thuộc quận Crawford, tiểu bang Illinois, Hoa Kỳ. Năm 2010, dân số của xã này là 9.900 người.